# خط لوله گاردین
خط لوله گاردین (انگلیسی: Guardian Pipeline) یک خط لوله انتقال گاز طبیعی کوچک است که گاز را از شمال ایلینوی به ویسکانسین می‌آورد. این خط لوله متعلق به اونئوک و توسط آن اداره می‌شود. کد کمیسیون فدرال رگولاتوری انرژی آن ۱۸۴ است.